# Antonio Espinós
Antonio Espinós Ortueta, né le 13 octobre 1947 à Bilbao, est un karatéka espagnol et ingénieur civil dont la carrière sportive s'est prolongée par une carrière de dirigeant sportif. Il préside la Fédération européenne de karaté et la Fédération mondiale de karaté après avoir remplacé le Français Jacques Delcourt à la tête de ces deux organisations dans la seconde moitié des années 1990.

## Biographie
Il étudie à la German High School de Madrid jusqu'en 1963, puis décroche un diplôme d'ingénieur civile en 1973. Il obtient un MBA de l'EOI Business School en 1995.
Entre 1986 et 1994, il dirige la Fédération espagnole de karaté.
En 1997, il devient président de la Fédération européenne de karaté, poste pour lequel il est réélu à quatre occasions. De même forme, il est élu président de la Fédération mondiale de karaté en 1998 et est reconduit à son poste en 2004, 2010, et 2016.

### Pages liées
- Fédération européenne de karaté
- Fédération mondiale de karaté